# Ларинский (Волгоградская область)
Ла́ринский — хутор в Алексеевском районе Волгоградской области России. Административный центр Ларинского сельского поселения.
Хутор расположен в центре района, в 7 км юго-восточнее станицы Алексеевской.
В хуторе находятся средняя образовательная школа, медпункт, магазин, операционная касса № 4012/076 Сбербанка России, подсобное хозяйство райпотребсоюза. Хутор газифицирован, связан автодорогой с райцентром, есть автобусное сообщение.
В 400 м юго-западнее хутора находится государственный памятник природы озеро Ларинское (43,6 га, место обитания и размножения диких птиц; научное и эстетическое значение). В 6 км юго-западнее Бузулук впадает в Хопёр.
Места для отдыха, охоты, рыбалки, сбора грибов.

## История
Впервые хутор Ларинский упоминается как хутор Ларин в 1868 году, на этот год в нем был 41 двор, 141 муж., 153 жен. За 1873 год имеем следующие данные: 50 дворов, 325 жителей. В хуторе было 25 плугов, 102 лошади, 100 пар волов, 1029 овец и 391 прочего рогатого скота. Известными нам хуторскими атаманами были: Моргушин Иван Дмитриевич, Селиванов Зиновий Михайлович, Мартынов Александр Яковлевич, Макеев Федор, Трофимов Ф. 
По состоянию на 1918 год хутор входил в Усть-Бузулуцкий юрт Хопёрского округа Области Войска Донского.